# 利帕塔區
14°33′48″S 75°12′27″W / 14.5633°S 75.2074°W
利帕塔區（西班牙語：Distrito de Llipata）是秘魯的一個區，位於該國中南部伊卡大區的帕爾帕省，始建於1953年1月16日，面積186.2平方公里，海拔高度303米，2005年人口1,494，人口密度每平方公里8人。